# Evaporito

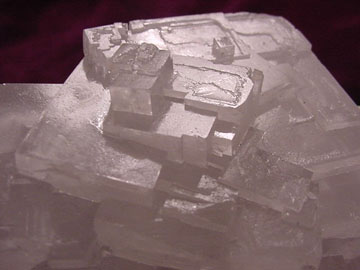
Halita

Na visão tradicional, evaporito ou depósito salino é uma rocha sedimentar formada pela cristalização e precipitação química dos sais dissolvidos em um meio aquoso, devido a um processo de evaporação. Seu ambiente de formação são bacias fechadas sujeitas a evaporação intensa. Seu precipitado gera depósitos de cloretos, sulfatos, boratos e carbonatos. Há dois tipos de depósitos de evaporação: marinhos, que também podem ser descritos como depósitos do oceano, e não-marinhos, que são encontrados em corpos de água, como lagos. Evaporitos são considerados rochas sedimentares químicas.

## Formação de rochas evaporíticas ou salíferas

### Teoria convencional
Apesar de todos os corpos de água na superfície e em aquíferos conterem sais dissolvidos, a água deve evaporar para a atmosfera para os minerais precipitarem. Para que isso aconteça, o corpo de água deve entrar em um ambiente restrito onde a entrada de água para esse ambiente continua abaixo da taxa líquida de evaporação. Isso geralmente é um ambiente árido com uma pequena bacia alimentada por uma entrada limitada de água. Quando ocorre a evaporação, a água remanescente é enriquecida com sais, e eles precipitam quando a água se torna saturada. Essa teoria da formação de rochas salíferas foi desenvolvida por Ocsenius.

### Teoria do sal hidrotermal
Muitos depósitos de sal nas bacias sedimentares podem, na realidade, não constituir necessariamente evaporitos e sim estar relacionados a sistemas hidrotermais de fontes profundas. Uma nova teoria sobre a origem do sal encontra-se em desenvolvimento por um grupo de pesquisadores noruegueses, designada de Teoria do Sal Hidrotermal. O sal está originariamente relacionado com ambientes vulcânicos e processos hidrotermais que envolvem água em estado supercrítico (perda da polaridade das moléculas de água), quando estas não conseguem dissolver sais e carreiam os mesmos formando acumulações. É interessante notar que elementos halogênios como cloro, bromo, iodo praticamente não constituem minerais formadores de rocha na superfície terrestre, portanto tal ideia explica a origem inicial profunda dos depósitos de sal. Diversos são os exemplos de formação do sal sem a influência da água do mar, como no Salar de Uyuni (Bolívia), no Rift Valley Africano, Mar Morto, Great Salt Lake (Utah, EUA), entre outros.

## Ambientes deposicionais evaporíticos

### Evaporitos marinhos

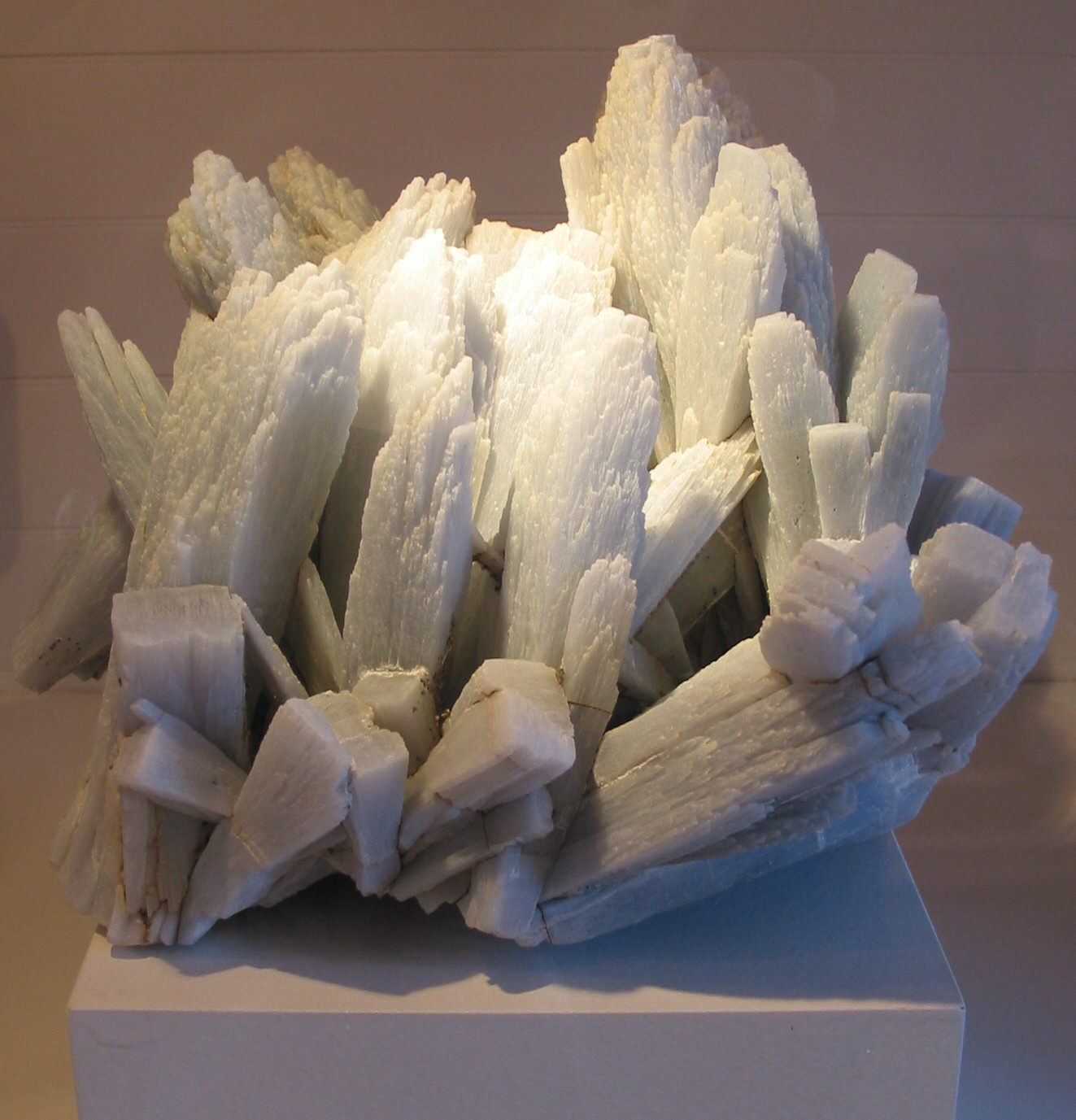
Anidrita

Evaporitos marinhos tendem a ter maior deposição e geralmente são foco de uma investigação mais extensa. Eles também têm um sistema de evaporação. Quando os cientistas evaporam a água do oceano em um laboratório, os minerais são depositados em uma ordem definida que foi primeiramente demonstrada por Usiglio, em 1884. A primeira fase do experimento começa quando cerca de 50% da água original profundidade permanece, neste ponto carbonatos menores começam a se formar. A próxima fase na sequência veio quando o experimento foi deixado com cerca de cerca de 20% do seu nível original, a esta altura mineral gipso (gesso) começa a se formar, que é seguido por halita em 10%. Excluindo minerais de carbonato, que tendem a não se evaporarem. Os minerais mais comuns, que são geralmente considerado os mais representativos da evaporitos marinhos são, gipsita, calcita e anidrita, halita, silvina, carnallita, langbeinita, polihalita, e kainita. Kieserita (MgSO4) também podem ser incluídos, o que muitas vezes irá tornar-se menos de 4% do índice global. No entanto, existem cerca de 80 minerais diferentes que foram relatados como encontrados em depósitos evaporíticos (Stewart, 1963; Warren, 1999). embora apenas cerca de uma dúzia são comuns o suficiente para serem considerados formadores importantes de rocha.

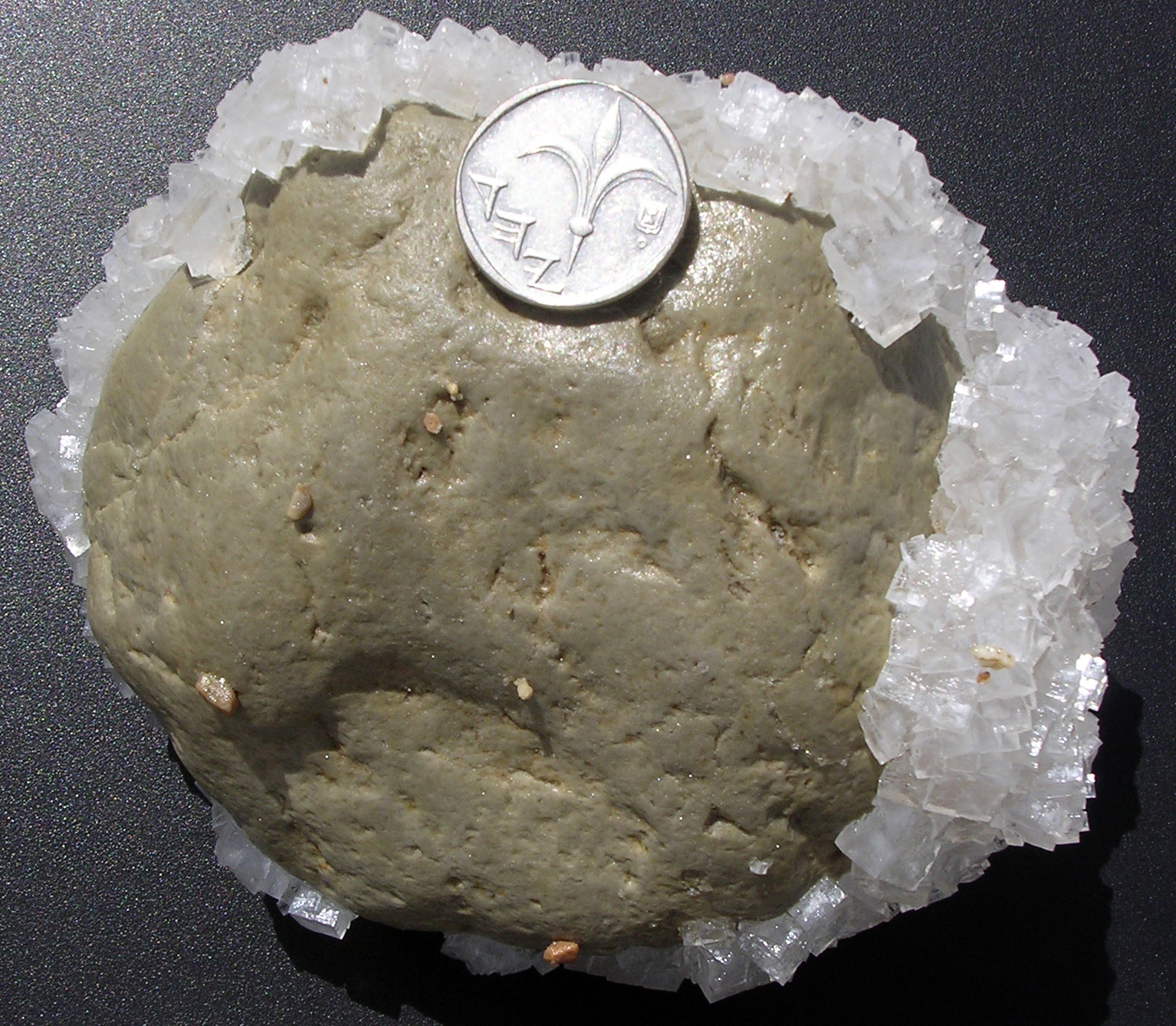
Seixo incrustado com halita em praia da costa ocidental do Mar Morto, Israel. A moeda (1 novo shekel israelense) tem um diâmetro de 18 milímetros (0,71 pol.).

### Evaporitos não-marinhos
Evaporitos não marinhos são geralmente compostos de minerais que não são comuns em ambientes marinhos, porque a água de que evaporitos não-marinhos precipitam geralmente tem proporções de elementos químicos diferentes daqueles encontrados nos ambientes marinhos. Minerais comuns que são encontrados nesses depósitos incluem bórax, bleodita, epsomita, gaylussita, glauberita, mangadile, thenardita, mirabilita e trona. Depósitos não-marinhos também podem conter gipsita, halita e anidrita, podendo, em alguns casos, até ser dominado por esses minerais, embora eles não vêm de depósitos do mar. No entanto, isso não faz os depósitos não-marinhos menos importante, uma vez que depósitos muitas vezes ajudam a se obter um retrato de climas da Terra no passado.
Espessos depósitos não-marinhos que se acumulam tendem a se formar onde as taxas de evaporação excede a taxa de ingresso, e onde há suficiente material solúvel. O influxo também deve ocorrer em uma bacia fechada, ou com um fluxo restrito, de modo que o sedimento tem tempo para reunir e formar um lago ou outro órgão permanente de água. Exemplos disso são primários chamados "depósitos lago salgado". Lagos salinos inclui coisas tais como lagos perenes, que são os lagos que estão lá durante todo o ano, lagos efêmeros, que são lagos que só aparecem menos durante certas épocas, ou quaisquer outros termos que são usados para definir pessoas que mantêm corpos de água estagnada ou intermitentemente durante todo o ano. Alguns exemplos de modernas não-marinhos ambientes deposicionais é o Great Salt Lake, em Utah, e ao Mar Morto que fica entre a Jordânia e Israel.
Ambientes deposicionais evaporíticos não-marinhos incluem:
- Áreas de Graben e semi-grábens dentro de ambientes de rifte continental alimentados pela drenagem fluvial limitada, geralmente em ambientes tropicais ou subtropicais
  - Exemplo de ambientes no presente desse tipo é a Depressão de Danakil, Etiópia, Vale da Morte, Califórnia
- Ambientes de Graben em ambientes oceânicos de rifte alimentados pela entrada oceânica limitada, levando ao isolamento e à evaporação eventual
  - Exemplos incluem o Mar Vermelho, e o Mar Morto na Jordânia e Israel
- Bacias Internas de drenagem em regiões áridas e semi-áridas ambientes temperados a tropicais alimentados pela drenagem efêmera
  - Exemplo ambientes na atualidade incluem os Deserto de Simpson, Austrália Ocidental, o Great Salt Lake em Utah
- Áreas não-bacia alimentadas exclusivamente por infiltração de águas subterrâneas de águas artesianas
  - Exemplo ambientes incluem a seep-mounds do deserto de Victoria, alimentado pela Grande Bacia Artesiana, Austrália
- Restritas planícies costeiras em ambientes de mar regressivo 
  - Exemplos incluem depósitos de sabkha do Irã, Arábia Saudita e do Mar Vermelho, o Garabogazköl do Mar Cáspio
- Bacias de drenagem de alimentação em ambientes extremamente árido
  - Os exemplos incluem os desertos chilenos, certas partes do Saara e o Namib

Uma das mais significativas deposições evaporíticas conhecidas aconteceu durante a chamada "Messinian salinity crisis" na bacia do Mediterrâneo ou Crise de Salinidade do Mediterrâneo, também conhecido como evento Messiniano. De acordo com a visão tradicional do sal de origem evaporítica, o Mediterrâneo deveria ter praticamente secado para que, de acordo com essa noção, para que o sal se depositasse. Esse modelo, no entanto, traz inconsistências pois há associações de sequências de turbiditos de águas ultra profundas ao lado das rochas salíferas. Os modelos para sal hidrotermal contemplam a deposição em águas profundas para as rochas salíferas.

## Formações evaporíticas ou salíferas
Formações evaporíticas não precisam ser compostas inteiramente de sal halita. Na verdade, a maioria das formações evaporíticas não contêm mais do que uma pequena percentagem dos minerais evaporíticos, sendo o restante composto por mais tipicamente por rochas detríticas clásticas e carbonatos. Exemplos de formações evaporíticas incluem ocorrências de enxofre evaporítico na Europa Oriental e Ásia Ocidental.
Para uma formação para ser reconhecido como evaporítica pode simplesmente exigir o reconhecimento pseudomorfos de halita, composto por sequências de uma certa proporção de minerais evaporíticos e reconhecimento de texturas topo mud-crack ou outros.

## Importância econômica dos evaporitos
Os evaporitos são economicamente importantes devido à sua mineralogia, suas propriedades físicas in situ e de seu comportamento dentro da subsuperfície. Os evaporitos frequentemente ocorrem em ambientes com grande quantidade de matéria orgânica e, no registro geológico, é bem documentada a relação entre grandes campos petrolíferos e espessas camadas de evaporitos.
Minerais evaporíticos, especialmente nitrato de minerais, são economicamente importantes no Peru e no Chile. Minerais nitratos são muitas vezes extraídos para utilização na produção de fertilizantes e explosivos.
Depósitos de halita espessos poderão tornar-se um local importante para a eliminação de resíduos [nucleares] devido à sua estabilidade geológica, engenharia previsível e comportamento físico e impermeabilidade à água subterrânea.
Formações de halita são famosas por sua habilidade de formar diápiros que produzem locais ideais para formar armadilhas e rochas selantes ou impermeáveis para os depósitos petróleo. É o caso das acumulações do Pré-sal descobertas pela Petrobras no Brasil, nas bacias de Santos, Campos e Espírito Santo.

## Principais grupos de minerais evaporíticos
Este é um gráfico que mostra os minerais que formam as rochas evaporitos marinhos, eles geralmente são os minerais mais comuns que aparecem neste tipo de depósito.
| Classe mineral | Nome do mineral | Composição química |
| -------------- | --------------- | ------------------ |
| Cloretos       | Halita          | NaCl               |
| Cloretos       | Silvita         | KCl                |
| Cloretos       | Taquidrite      | CaMg2Cl6·12H2O     |
| Cloretos       | Carnalita       | KMgCl3·6H2O        |
| Cloretos       | Langbeinita     | K2Mg2(SO4)3        |
| Cloretos       | Polihalita      | K2Ca2Mg(SO4)6·H2O  |
| Cloretos       | Kainita         | KMg(SO4)Cl·3H2O    |
| Sulfatos       | Anidrita        | CaSO4              |
| Sulfatos       | Gipso           | CaSO4·2H2O         |
| Sulfatos       | Kieserita       | MgSO4·H2O          |
| Carbonatos     | Dolomita        | CaMg(CO3)2         |
| Carbonatos     | Calcita         | CaCO3              |
| Carbonatos     | Magnesita       | MgCO3              |

- Haletos como halita, silvita(KCl) e fluorita CaF2
- Sulfatos como gesso, barita e anidrita
- Nitratos nitratina (soda niter) e niter que é nitrato de potássio.
- Boratos:  normalmente encontrado em regiões áridas-sal depósitos lago abundantes no sudoeste da EUA. Um borato comum é o bórax, que tem sido utilizado em sabãoes como sulfactante.
- Carbonatos como trona, formadas em lagos interiores de salmoura.
  - Alguns minerais evaporíticos, tais como hanksita, são de vários grupos.

Minerais evaporíticos começam a precipitação quando a sua concentração na água atinge um nível tal que já não podem existir como solução solutos.
Os minerais precipitados para fora da solução na ordem inversa da sua solubilidade, de modo que a ordem de precipitação da água do mar são
1. Calcita (CaCO3) e dolomita (CaMg(CO3)2)
2. O gesso ou gipso (CaSO4·2H2 O) e anidrita (CaSO4).
3. Halita (ou seja, o sal comum, NaCl, cloreto de sódio)
4. Sais de Potássio e magnésio

A abundância de rochas formadas por precipitação da água do mar está na mesma ordem que a precipitação acima. Assim, calcário (calcita) e dolomita são mais comuns do que gesso que é mais comum do que a halita, que é mais comum do que sais de potássio e magnésio.
Evaporitos também podem ser facilmente recristalizados em laboratórios a fim de investigar as condições e características de sua formação.